# Michel van der Loos
Michel van der Loos (Den Haag, 1952) is een voormalig Nederlands rugbyspeler.
Van der Loos speelde in Nederland voor de Haagsche Rugby Club. In de periode 1973-1984 kwam hij uit in rugbycompetities in Wales (Cardiff en Ebbw Vale), Engeland (Bath), Australië (Port Hacking) en Frankrijk (Narbonne). In Frankrijk won hij met Narbonne de nationale rugbybeker en in Australië werd hij uitgeroepen tot beste tweederijer. Voor het Nederlands rugbyteam speelde hij 94 interlands.
Na zijn sportloopbaan werd Van der Loos restauranthouder op Ibiza.